# Aparasphenodon bokermanni
Aparasphenodon bokermanni és una espècie de granota de la família dels hílids que es troba al Brasil.
Viu als boscos humits de clima tropical o subtropical.

## Font
- IUCN (anglès)